# Devilment
Devilment je britská gothic/groovemetalová hudební skupina založená v roce 2011 Danielem Finchem. Na post zpěváka se k ní připojil zakladatel skupiny Cradle of Filth, Dani Filth. Svůj debut The Great and Secret Show vydali v roce 2014 přes vydavatelství Nuclear Blast a o dva roky později vydali další desku, Devilment II: The Mephisto Waltzes. Po vydání prvního alba skupinu opustil její kytarista a zakladatel Daniel Finch.

## Diskografie
Dema
- Demo 2013 (2013)

Studiová alba
- The Great and Secret Show (2014)
- Devilment II: The Mephisto Waltzes (2016)

## Sestava
- Dani Filth – zpěv (growling)
- Nick Johnson – kytara
- Colin Parks – basová kytara
- Lauren Francis – klávesy, čistý zpěv
- Matt Alston – bicí